# Península de Macanao
Península de Macanao is een schiereiland en gemeente aan de westkant van het eiland Isla Margarita in de Venezolaanse staat Nueva Esparta. De gemeente telt 24.500 inwoners. De hoofdplaats is Boca del Río.